# Bauer Bodoni
Bauer Bodoni és una variació, dissenyada per Heinrich Jost i Louis Hoell, del tipus de lletra Bodoni. Es tracta d'una interpretació de la sèrie original de tipus de lletra Bodoni dissenyades per Giambattista Bodoni (1740-1813) en 1798. La nova versió recuperada va ser llançada en 1926 per la foneria Bauer Type Foundry.
Segons la classificació Vox-ATypI (Association Typographique Internationale) pertany a la classe de les didones dins el grup de les modernes.

## Característiques
La característica essencial d'aquesta tipografia és el contrast molt destacat entre els traços gruixats i els fins. També destacar una forta modulació vertical amb traços terminals molt prims i enquadrats.

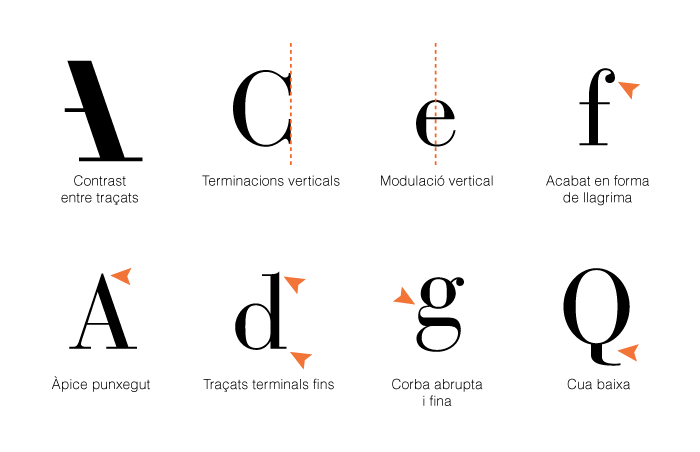
Trets més característics de la lletra tipogràfica Bauer Bodoni

## Comparativa Bauer Bodoni vs Bodoni
Entre les versions de la Bodoni existents avui dia, la més aconseguida potser és la Bauer Bodoni. Les seves formes són més semblants a les originals i tenen una elegància i delicadesa que no tenen les altres versions.

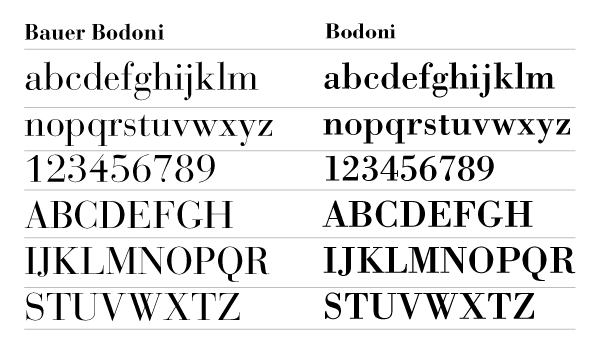
Comparació de les lletres tipogràfiques Bauer Bodoni i Bodoni

## Família Bauer bodoni

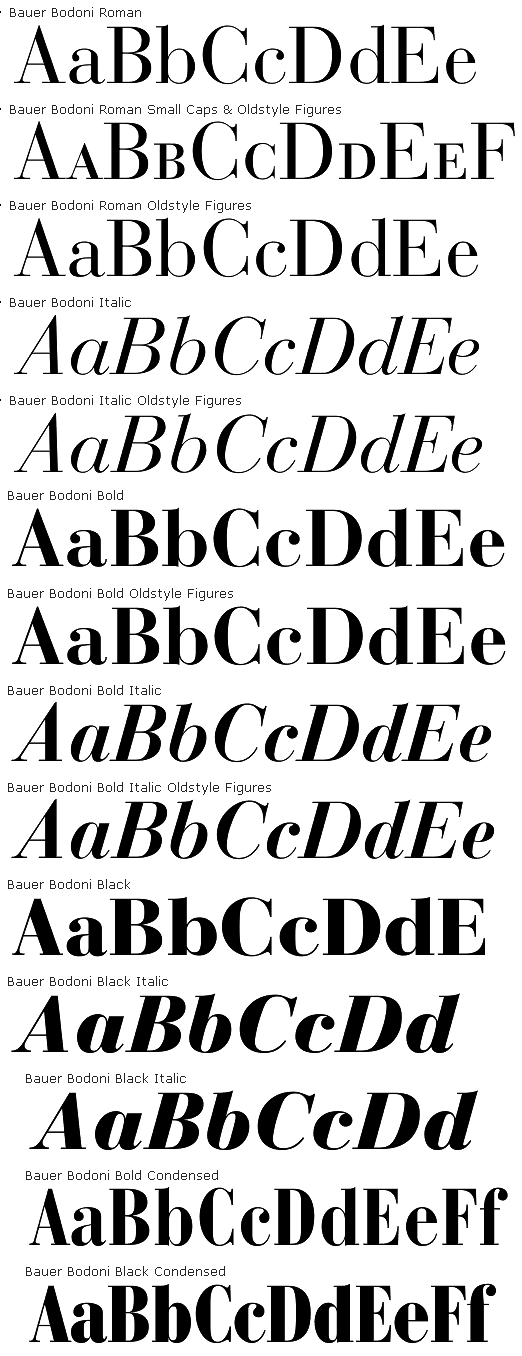
Família tipogràfica Bauer Bodoni

## L'evolució d'un tipus clàssic
Els tipus d'estil modern utilitzats per Giambattista Bodoni van suposar una innovació radical en l'escena tipogràfica europea a partir de 1787.
Durant el segle XX hi va haver diverses iniciatives de recuperació de la lletra Bodoni, incloent les de Linotype (1914-1916) i Monotype (1921). La versió de Bauer és una de les més fidels a l'original del segle xviii. Heinrich Jost, director artístic de la foneria Bauer (Frankfurt) des de 1922, es va fer càrrec del seu disseny buscant uns resultats similars als de Bodoni per una època on el paper, les tintes i els mètodes d'impressió havien canviat. Per al tallat dels motlles per als tipus va confiar en la destresa del gravador Louis Hoell.

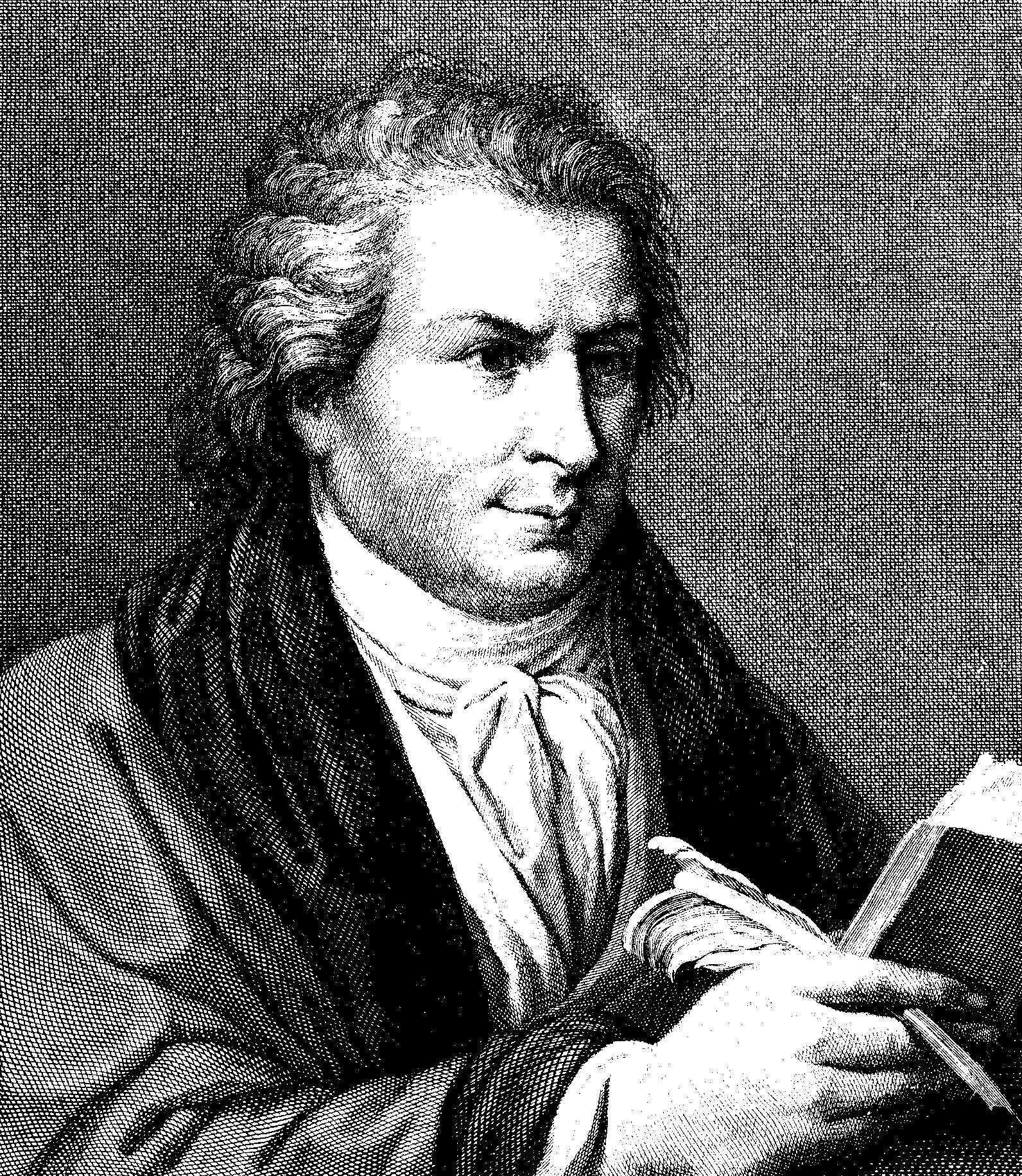
Bodoni, Giambattista. Impressor i tipògraf italià (1740-1813)

## Què s'ha dit de la Bodoni
| «                | "La lletjor sufocant de la lletra Bodoni, el tipus més il·legible mai dissenyat, amb els seus absurds gruixos i prims, ha estat en la seva majoria relegada a treballs que professen l'utilitarisme (encara que, per què l'utilitarisme ha d'utilitzar tipus illegibles? No ho entenc." | » |
| — William Morris | |   |